# Vincent Frederick Mwakhwawa
Vincent Frederick Mwakhwawa (* 20. November 1975 in Salima) ist ein malawischer römisch-katholischer Geistlicher und Weihbischof in Lilongwe.

## Leben
Vincent Frederick Mwakhwawa studierte Philosophie am Priesterseminar St. Anthony in Kachebere und Katholische Theologie am Priesterseminar St. Peter in Zomba. Am 12. Juli 2003 empfing er das Sakrament der Priesterweihe für das Bistum Lilongwe (ab 2011 Erzbistum Lilongwe).
Mwakhwawa war nach der Priesterweihe zunächst als Pfarrvikar in Namitete tätig, bevor er 2003 Pfarrvikar und 2005 schließlich Pfarrer in Likuni wurde. Anschließend wirkte er als persönlicher Sekretär des Bischofs von Lilongwe (2006–2007) und als Pfarrer der Pfarrei St. Patrick (2008–2010). 2010 wurde er für weiterführende Studien nach Kenia entsandt, wo er 2012 an der Katholischen Universität von Ostafrika in Nairobi einen Master im Fach Pastoraltheologie erwarb. Nach der Rückkehr in seine Heimat lehrte Mwakhwawa kurzzeitig am Priesterseminar St. Anthony in Kachebere. Ab 2014 fungierte er als nationaler Direktor der Päpstlichen Missionswerke in Malawi und als Kaplan der nationalen Laienvereinigung von Malawi. Ab 2023 war er zudem Generalvikar des Erzbistums Lilongwe. Darüber hinaus gehörte er ab 2014 dem Konsultorenkollegium des Erzbistums an.
Am 15. November 2023 ernannte ihn Papst Franziskus zum Titularbischof von Aquae Thibilitanae und zum Weihbischof in Lilongwe. Der Erzbischof von Lilongwe, George Desmond Tambala OCD, spendete ihm am 21. Januar 2024 im Civo-Stadion in Lilongwe die Bischofsweihe; Mitkonsekratoren waren der Apostolische Nuntius in Malawi, Erzbischof Gian Luca Perici, und der Bischof von Mzuzu, John Alphonsus Ryan SPS.